# Keego Harbor
Keego Harbor est une ville du comté d'Oakland, dans l'État du Michigan, aux États-Unis. En 2020, sa population était de 2 764 habitants.